# Arion

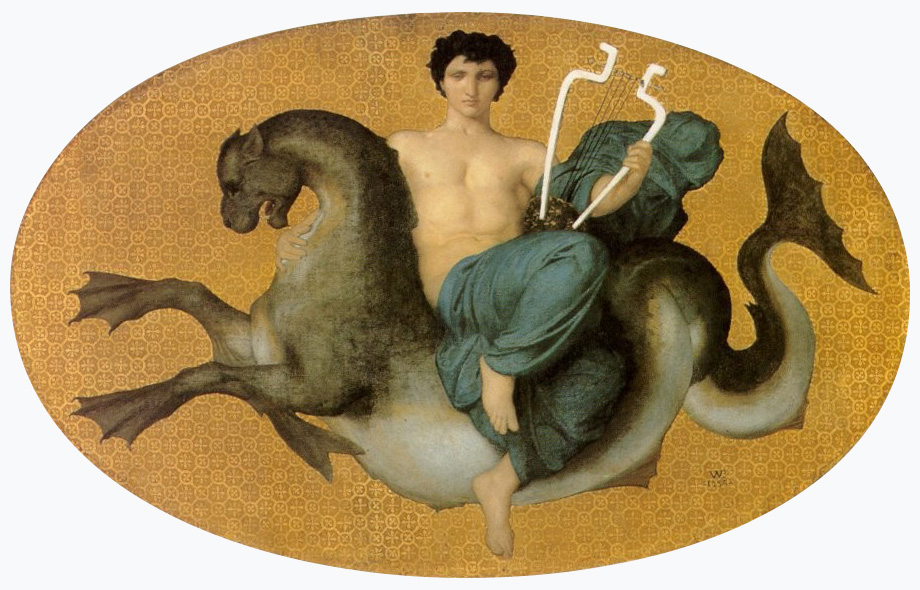
Arion na hippokampie w artystycznej wizji Williama Bouguereau (1855)

Arion (stgr. Ἀρίων) – wpół mityczna postać greckiego poety i muzyka, uważanego za syna Posejdona i nimfy Onei.
Urodzony w Metymnie na Lesbos, tworzył ok. 625 p.n.e. na dworze tyrana Koryntu Periandra, a następnie na Sycylii i w południowej Italii. Nazwany przez Herodota najlepszym śpiewakiem na świecie, swą sławę zyskał jako wykonawca pieśni (własnych i cudzych) przy wtórze kitary; nie zachowały się żadne jego utwory, przypisywano mu jedynie ocalały fragment hymnu ku czci Posejdona. 
Uważany był za twórcę artystycznego układu dytyrambu, zapożyczonego z pieśni ludowej chóralnego utworu ku czci Dionizosa. Innowację stanowiło występowanie chóru w kręgu oraz wprowadzenie tematycznego zakresu pieśni, co wywarło wpływ na powstanie greckiej tragedii scenicznej.  
Jego niezwykłe ocalenie z rąk piratów znane jest z przekazu Herodota i Owidiusza. Zgodnie z tym miał udać się na Sycylię dla uczestniczenia w zakończonym dla niego zwycięsko konkursie. Kiedy ze zgromadzonym majątkiem i nagrodami powracał z Tarentu do Koryntu, statek jego został napadnięty przez piratów. Arion, który ratując się skoczył w morskie fale, w sposób cudowny został ocalony przez delfiny, które upodobały sobie jego śpiew. Herodot przytacza odmienną wersję tego wydarzenia – napadnięcia artysty przez załogę jego podróżnego statku, z zamiarem zamordowania go i ograbienia (Dzieje I, 24).
Jest prawdopodobne, że legendę oparto na zaobserwowanym zjawisku wyjątkowego zainteresowania tych morskich stworzeń pływającymi rozbitkami. Instrument muzyka wraz z ocalającym go delfinem zostali przemienieni w konstelację gwiezdną Liry. 